# Вакуум
Вакуум је простор без супстанце. Сама реч „вакуум“ потиче од латинске речи vacuus што значи празан. Притисак у идеалном вакууму је по дефиницији нула, али сматра се да је апсолутни вакуум теоријски немогуће достићи. Највећи познати вакуум се налази у интергалактичким деловима космоса и он се процењује да износи око {\displaystyle 10^{-14}} Pa. Поред апсолутног вакуума, под вакуумом се често подразумева простор који је много ређи од ваздуха, односно простор у ком је притисак много нижи од атмосферског притиска који износи око {\displaystyle 10^{6}}. Физичари често разматрају резултате идеалних тестова који се одвијају у перфектном вакууму, који они понекад једноставно назива „вакуумом” или слободним простором, и користе термин парцијалног вакуума за описивање стварног несавршеног вакуума попут оног који се може остварити у лабораторији или у свемиру. У инжењерству и примењеној физици с друге стране, вакуум се односи на било који простор у коме је притисак нижи од атмосферског притиска.
Квалитет парцијалног вакуума се односи на степен у коме он приступа перфектном вакууму. Ако је све остало једнако, нижи притисак гаса је индикација већег квалитета вакуума. На пример, типични усисивач производи довољно сукције да редукује ваздушни притисак за око 20%. Вакууми знатно већег квалитета су оствариви. Коморе ултра високог вакуума, које се често срећу у хемији, физици и инжењерству, оперишу испод једног билионитог дела (10−12) атмосферског притиска (100 ), и могу да досегну око 100 честица/cm3. свемир је вакуум још већег квалитета, са еквивалентом од само неколико атома водоника по кубном метру просечног интергалактичког простора. Према модерном разумевању, чак и кад би сва материја могла да се уклони из запремине, она још увек не би била „празна” услед вакуумских флуктуација, тамне енергије, пролаза гама зрака, космичких зрака, неутрина, и других феномена квантне физике. У изучавању електромагнетизама у 19. веку, сматрало се да је вакуум испуњен са медијумом званим етар. У модерној физици елементарних честица, стање вакуума се сматра основним стањем поља.
Вакуум је често био тема филозофских дебата од времена древних Грка, али није био емпиријски изучаван до 17. века. Први лабораторијски вакуум произвео је Торичели 1643. године приликом његовог проучавања атмосферског притиска. У изучавању електромагнетизма у 19. веку, како би се објаснило простирање таласа кроз простор, сматрало се да је потребно да тај простор буде испуњен неким медијем названим етар. Данас је познато да етар не постоји и да се таласи могу простирати кроз вакуум. Индустријска примена вакуума започета је у 20. веку, изумом електричне сијалице и вакуумске цеви. Вакуум се може произвести тако што се из неког затвореног простора помоћу тзв. вакуум-пумпе или на неки други начин испумпа сав гас. До данас најнижи лабораторијски произведен вакуум био је притиска {\displaystyle 10^{-13}}. Међутим, већина данашњих комерцијалних вакуумских пумпи не може да произведе вакуум нижи од {\displaystyle 10^{-9}}.
У складу са тренутним разумевањем квантне физике, чак и кад би сва материја могла да се уклони из дате запремине, у том простору и даље не би био достигнут апсолутни вакуум услед постојања вакуумских флуктуација, гама зрачења, космичког зрачења, присуства неутрина и постојања тамне енергије.

## Етимологија
Реч vacuum потиче из латинског језика оди има значење „празан простор, празнина”, што је именична употреба речи vacuus, са значењем „празан”, која је сродна речи vacare, са значењем „бити празан”. Vacuum је једна од неколико речи у енглеском језику које се састоје од два консекутивна слова .

## Историјска интерпретација
Историјски гледано, било је много спора око тога да ли таква ствар као што је вакуум може постојати. Древни грчки филозофи су дебатовали постојање вакуума, или празнине, у контексту атомизма, који је сматрао празнину и атом као фундаменталне образложавајуће елементе физике. Након Платона, чак и апстрактни концепт безобличне празнине се суочавао са знатним скептицизмом: то не може бити схваћено чулима, то не може само по себи да пружи додатну објашњавајућу моћ изван физичке запремине са којом је пропорционалан и, по дефиницији, то је било сасвим дословно ништа, за које се с правом може рећи да не постоји. Аристотел је веровао да се празнина не може природно јавити, зато што би гушћи окружујући материјални континуум моментално попунио било коју почетну разређеност која би могла да произведе празнину.
У својој Физици, у књизи IV, Аристотел је понудио бројне аргументе против празног простора: на пример, да би кретање кроз медијум који не ствара било какве препреке могло да се настави ad infinitum, не би било било каквог разлога да би се дошло у стање мировања било где посебно. Мада је Лукреције тврдио да постоји вакуум у првом веку п. н. е. и мада је Херон неуспешно покушао да створи вештачки вакуум у првом веку, тек су се европски учењаци као што су Роџер Бејкон, Бласијус од Парме и Волтер Барли у 13. и 14. веку у знатној мери усредсредили на питања вакуума. На крају следећи стоичку физику у овом случају, научници од 14. века надаље су се све више удаљавали од аристотелијанске перспективе у корист натприродне празнине изван граница самог космоса, што је био широко прихваћен закључак у 17. веку, што је помогло раздвајању природних и теолошких гледишта.
Скоро две хиљаде година након Платона, Рене Декарт је исто тако предложио геометријски базирану алтернативну теорију атомизма, без проблематичне ништавност - свеприсутност дихотомије празнине и атома. Иако се Декарт сложио са тадашњом позицијом, да се вакуум не јавља у природи, успех по њему именованог координатног система и имплицитније, просторно–корпускуралне компоненте његове метафизике су дефинисали филозофски савремен појам празног простора као квантификованог продужења запремине. Међутим, према древној дефиницији, информације о правцу и магнитуди су биле концептуално различите. Путем усаглашавања картезијанске механичке филозофије са „бруталном чињеницом” дејства на даљину, и дужином, њене успешне примене у пољима сила и све софистикованијим геометријским структурама, анахронизам празног простора се проширивао све док квантне активности у 20. веку нису попуниле вакуум виртуалном плеромом.
У средњовековном средње-источном свету, физичар и исламски учењак, Ел Фараби (Абу Наср ел Фараби, 872–950), извео је мали експеримент који се бавио постојањем вакуума, при чему је испитао ручни планжер у води. Он је извео закључак да се запремина ваздуха може проширити да испуни доступни простор, и да је стога концепт перфектног вакуума инкохерентан. Међутим, према Надер Ел-Бизрију, физичар Ибн Хејсам (965–1039) и Му'тезилски теолози се нису слагали са Аристотелом и Ел Фарабијем, и они су подржавали постојање празнине. Користећи геометирију, Ибн ел-Хајтам математички је демонстрирао да је место (al-makan) замишљена три-димензионална празнина између унутрашњих површина садржавајућег тела. Према Ахмад Далалу, Бируни је такође тврдио да „не постоје видљиви докази који искључују могућност вакуума”. Усисна пумпа се касније појавила у Европи у 15. веку.
Средњовековни мисаони експерименти идеје вакуума су разматрали да ли је вакуум присутан, бар само за један тренутак, између две равне плоче када се оне нагло раздвоје. Вођене су многобројне дискусије о томе да ли се ваздух помера довољно брзо при раздвајању плоча, или, као што је Волтер Барли постулирао, „небески агенс” спречава настанак вакуума. Широко заступљено гледиште да је природа одвраћала вакуум је називано horror vacui. Спекулација да чак ни Бог није могао да створи вакуум чак и кад би желео, била је одбачена захваљујући Париској осуди бискупа Етјена Темпјера из 1277. године, по којој је захтевано да нема ограничења на овлашћења Бога, из чега је изведен закључак да Бог може да створи вакуум ако то жели. Жан Буридан забележио у 14. веку да групе од десет коња нису могле да отворе мех када је порт био запечаћен.
У 17. веку је дошло до првих покушаја да се квантификују мерења парцијалног вакуума. Живин барометар Евангелисте Торичелија из 1643. године и Блез Паскалови експерименти су демонстрирали парцијални вакуум.
Године 1654, Ото фон Герике је изумео прву вакуум пумпу и извео свој познати експеримент Магдебуршке хемисфере, који је показано да групе коња не могу да раздвоје две хемисфере из којих је ваздух био парцијално евакуисан. Роберт Бојл је побољшао Гериков дизајн и уз помоћ Роберта Хука даље развио технологију вакуум пумпи. Након тога су истраживања парцијалног вакуума споро напредовала до 1850. године, кад је Август Теплер изумео Теплерову пумпу, а Хејнрих Гејслер је изумео пумпу са живиним истискивањем 1855, чиме је остварен парцијални вакуум од око 10  (0,1 Тора). Бројна електрична својства су постала видљива на овом вакуумском нивоу, што је довело до обнављања интересовање у даља истраживања.
Док свемир пружа најречитији пример природног парцијалног вакуума, за небо се првобитно сматрало да је беспрекорно испуњено крутим неуништивим материјалом који се називао етром. Позајмљујући донекле од пнеума стоичке физике, етар се сматрао разређеним ваздухом из којег је преузео своје име, (погледајте Етар (митологија)). Ране теорије светлости постулирале су свеприсутни земаљски и небески медијум кроз који се распростирала светлост. Додатно, концепт је подржавао Исак Њутнова објашњења рефракције и радијационе топлоте. Експерименти из 19. века усредсређени на луминиферни етар покушали су да детектују мало заостајање Земљине орбите. Док се Земља заиста, заправо, креће кроз релативно густ медијум у поређењу са међузвезданим простором, повлачење је толико минискулно да није могло да буде детектовано. Године 1912, астроном Хенри Пикеринг је коментарисао: „Док међузвездани апсорбујући медијум можда једноставно јесте етар, [он] има карактеристике гаса, и слободни гасни молекули су сигурно тамо.”
Касније, 1930. године, Пол Дирак је предложио модел вакуума као бесконачног мора честица које поседују негативну енергију, звани Дираково море. Ова теорија је помогла у рафинирању предвиђања његове раније формулисане Диракове једначине, и успешно је предвиђено постојање позитрона, потврђеног две године касније. Вернер Хајзенбергов принцип неодређености формулисан 1927. године, предвиђа фундаментални лимит унутар кога тренутна позиција и моменат, или енергија и време могу да буду измерени. Ово има далекосежне последице на „празнину” простора између честица. Током касног 20. века, такозване виртуелне честице које спонтано настају из празног простора су потврђене.

## Особине вакуума и његова примена
Кроз вакуум се простиру светлост, честице, чврста тела, електрично и магнетско поље, али не и звук — за простирање звука потребна је материја. Топлота се кроз вакуум простире зрачењем (електромагнетни таласи из инфрацрвеног дела спектра), али не и провођењем. Провођење топлоте се одвија преко материјалних носилаца те је у простору ниског притиска знатно слабије, отуда примена вакуума у термосима.
Вакуум се користи у бројним процесима и уређајима. Прва уобичајена примена је била у сијалицама са влакном да се заштити волфрамово влакно од хемијске деградације. Хемијска инертност вакуума се такође користи за заваривање електронским млазом, за набацивање танких слојева испаравањем, за суво нагризање у производњи полупроводника, за набацивање оптичких слојева, вакуумско паковање итд. Смањење конвекције (мешања) побољшава топлотну изолацију термос-боца. Високи вакуум потпомаже дегазирање што се користи за сушење замрзавањем и вакуумску дестилацију. Особина вакуума да пропушта електроне без расејавања довела је до примене у електронском микроскопу, вакуумским цевима (први радио) и катодним цевима (први телевизори). Уклањање трења у ваздуху стварањем вакуума користи се у конструкцији ултрацентрифуга и депоновање енергије у замајцима.

## Свемирски простор
Највећи део свемира има густину и притисак скоро савршеног вакуума. У свемирском простору практично нема трења због чега се звезде, планете и остала небеска тела крећу слободно по идеалним гравитационим путањама. Међутим, савршеног вакуума нема, чак ни у међузвезданом простору где се нађе неколико водоникових атома по кубном сантиметру правећи притисак од 10 fPa (10−16 Torr). Високи вакуум свемира могао би да представља погодну средину за извесне процесе, на пример оне који захтевају савршено чисте површине, али за уобичајене примене много је лакше створити еквивалентни вакуум на Земљи него савладати Земљину гравитацију.
Звезде, планете и њихови сателити одржавају своју атмосферу гравитационим привлачењем па атмосфере немају јасну границу. Густина атмосферског гаса једноставно опада са растојањем од објекта барометарска формула. У ниској земљиној орбити (висине око 300 km) густина атмосфере је око 100 nPa, (10−9 Torr) што је још увек довољно да дође до кочења сателита услед трења са средином. Већина вештачких сателита налази се у том региону и да би се одржали у орбити сваких неколико дана морају да активирају своје моторе.
Ван планетарних атмосфера, притисак фотона и других честица са Сунца постаје значајан. Свемирски бродови могу бити „гурани“ сунчевим ветром, међутим, за то планете су превише масивне. Постоје идеје о међупланетарној пловидби, помоћу сунчевог једра, са погоном на сунчев ветар.
Видљиви свемир испуњен је и огромним бројем фотона из космичког позадинског зрачења и сасвим могуће, исто тако великим бројем неутрина. Температура простора је око 3 , или -270 C.

Док је космички простор увек био довођен у везу са вакуумом ранији физичари су подржавали идеју о постојању невидљивог етра, преносиоца светлости, који испуњава међузвездани простор. С друге стране Вилијам Крукс (енгл. William Crookes) је 1891. године забележио: „ослобађање оклудованих гасова у вакуум космичког простора“. Чак и до 1912. године, астроном Вилијам Хенри Пикеринг (енгл. William Henry Pickering) је коментарисао: 
Док међузвездани апсорбујући медијум може бити једноставно етар, особине гасова и слободних гасних молекула сигурно се тамо могу уочити

## Ознаке вакуума у техничкој примјени:
- Ниски вакуум: 100  - 3
- Средњи вакуум (енгл. Medium vacuum): 3  - 100
- Високи вакуум: 100  - 1
- Врло високи вакуум: 100  - 100
- Екстремно високи вакуум: < 100

## Особине
Многе особине задржавају вредности различите од нуле када са вакуум примиче идеалном. Те идеалне физичке константе називају се константама слободног простора. Неколико најосновнијих су:
- Брзина светлости тежи ка 299.792.458 m/s, али је увек нижа
- Индекс преламања приближава се вредности 1,0 али је увек већи
- Диелектрична константа ({\displaystyle \varepsilon _{0}}) тежи ка 8,8541878176x10−12 Фарада по метру (F/m).
- Магнетна пермеабилност (μ0) тежи ка 4π×10−7 N/A2.
- Карактеристична импеданса ({\displaystyle Z_{0}}) тежи ка 376,73 Ω.